# ثنائي باعث للضوء

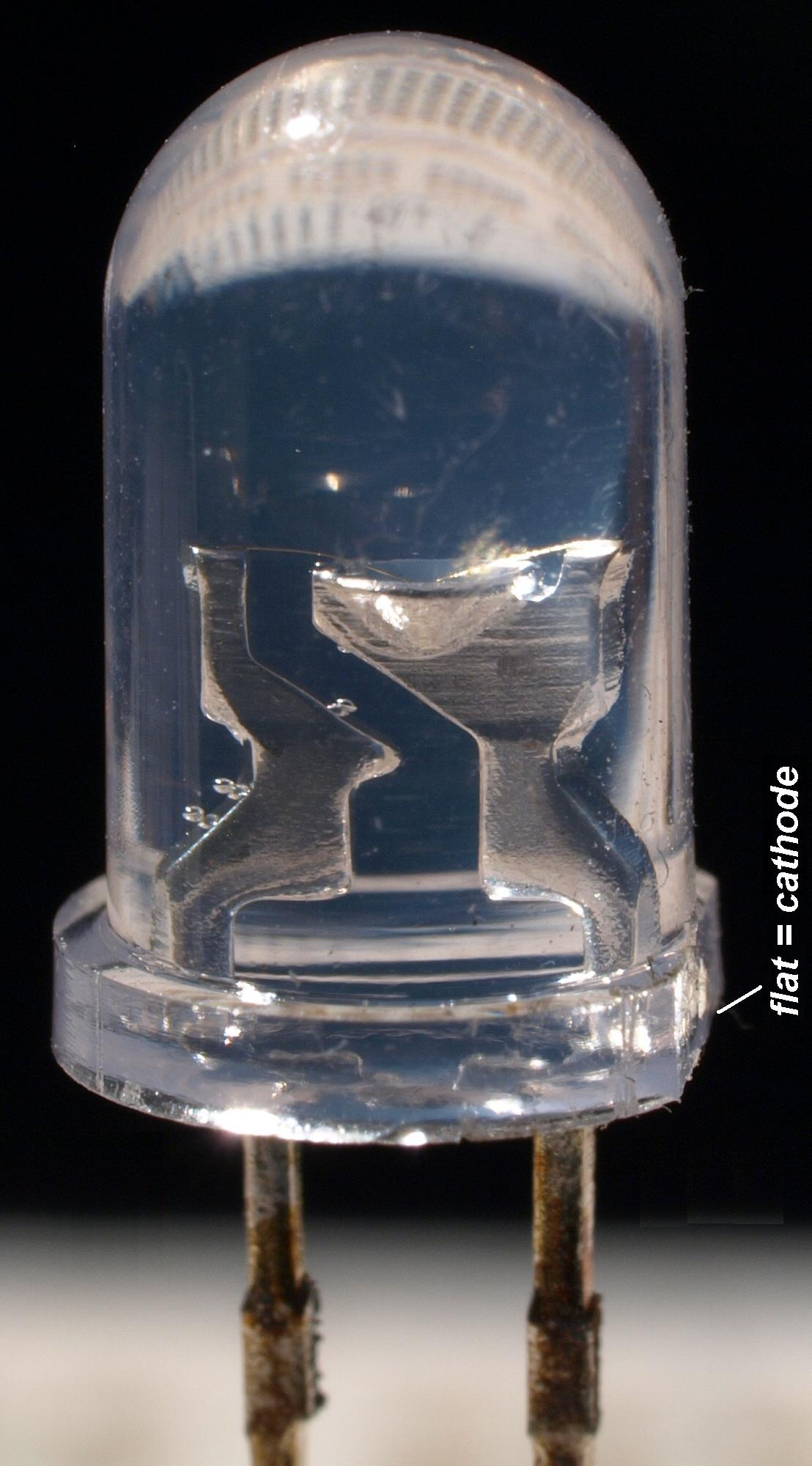
ثنائي باعث للضوء غطاؤه من البلاستيك.

الثنائي الباعث للضوء (بالإنجليزية: light-emitting diode اختصاراً: LED)‏ هو مصدر ضوئي مصنوع من مواد أشباه الموصلات تبعث الضوء حينما يمر خلاله تيار كهربائي.
تعتبر الثَبلات أوفر المصابيح الكهربائية من وجهة استهلاكه للكهرباء، فمثلا فإذا كانت قوة لمبة عادية من التي تعمل بفتيل من التنجستن قدرتها 25 واط فإن مصباحا من الثَبل يعوضها بقدرة 4 - 5 واط فقط، على الرغم من أن كل واحد منهما ينتج شدة إضاء تبلغ 190 لومن.
تنتج الثبلات بقدرات بين 4 واط إلى 100 واط.
بتاريخ 7 أكتوبر/تشرين الأول، مُنِحت جائزة نوبل في الفيزياء لمخترعي الصمام الثنائي الباعث للضوء، إيسامو اكاساكي وهيروشي أمانو وشوجي ناكامورا لـ «اختراع الصمام الثنائي الباعث للضوء الأزرق المتميز بكفاءته والذي ادى إلى إمكانية توفير مصادر ساطعة وموفرة للطاقة للضوء الأبيض».

## ابتكاره وتطويره
يرجع تطويره إلى ستينات القرن العشرين عند اكتشاف أشباه الموصلات. في البدء كان يبعث ضوءا واحدا ضعيفا، لكن مع الوقت أمكن تطويره لبعث الثلاثة ألوان الأساسية: الأحمر والأزرق والأخضر. وكثيرا ما يستعمل في اللوحات الكبيرة المنيرة وغيرها. وأصبح لها طاقة كبيرة على إصدار ضوء ناصع باستهلاك قليل جدّاً للكهرباء.
بدأ نيك هولنياك ابتكاره على إثر اختراع أنصاف الموصلات التي ازداد استعمالها في النصف الثاني من القرن الماضي في الحاسوب. ونال بسبب هذا الاختراع جائزة الألفية للتكنلوجيا في عام 2006.
وكانت تستخدم الصمامات الباعثة للضوء في الأسواق التجارية بدلا من المصابيح المتوهجة ومؤشر النيون، وتستخدم في شاشات العرض، ثم استخدمت في أجهزة كثيرة مثل: أجهزة التلفاز، وأجهزة الراديو والهواتف والآلات الحاسبة والساعات.

## طريقة عمله

أجزاء الصمام الثنائي المضيء.

يتكون الصمام الثنائي الباعث للضوء من مصعد ومهبط لتوصيل التيار الكهربائي يكونان منفصلان (انظر الصورة). يشكل المهبط في هيئة حفرة تركز الضوء الصادر وملتحم في قاعها بلورة المادة شبه الموصلة، تبعث الطبقة الوسطية لالتحام البلورة بمادة المهبط ضوء عند توصيلها بمصدر كهربائي، فيصلها التيار الكهربائي عن طريق سلك ربط يوصل بين البلورة والمصعد.
يثير التيار الكهربائي الذرات في شبه الموصل فتشغل بعض إلكتروناتها مستوى طاقة عالي في الذرة. في الثنائي الضوئي تقفز متأثرة بالتيار الكهربائي إلكترونات الذرّة من مستوى طاقة عالي إلى مستوي طاقة منخفضة، فيصدر الإلكترون فارق الطاقة بين الحالتين على هيئة فوتون، أي شعاع ضوء ذو تردد محدد وبالتالي له طول موجة ولون محددة. وباختيار مادة الثنائي يمكن الحصول على لون الضوء الصادر المطلوب. وهذا يتعلق باختيار المادة المناسبة وكذلك اختيار مستويي الطاقة الذريين (المدارين المعنيين في الذرة) الذي يقفز الإلكترون من أحدهما إلى المستوي الآخر المنخفض. فهذا الفارق في طاقة المستويين يحدد طاقة الفوتون الذي يطلقه الإلكترون عند قفزته يتميز بطول موجة معينة وبالتالي بلون معين للشعاع.

## ميزاته

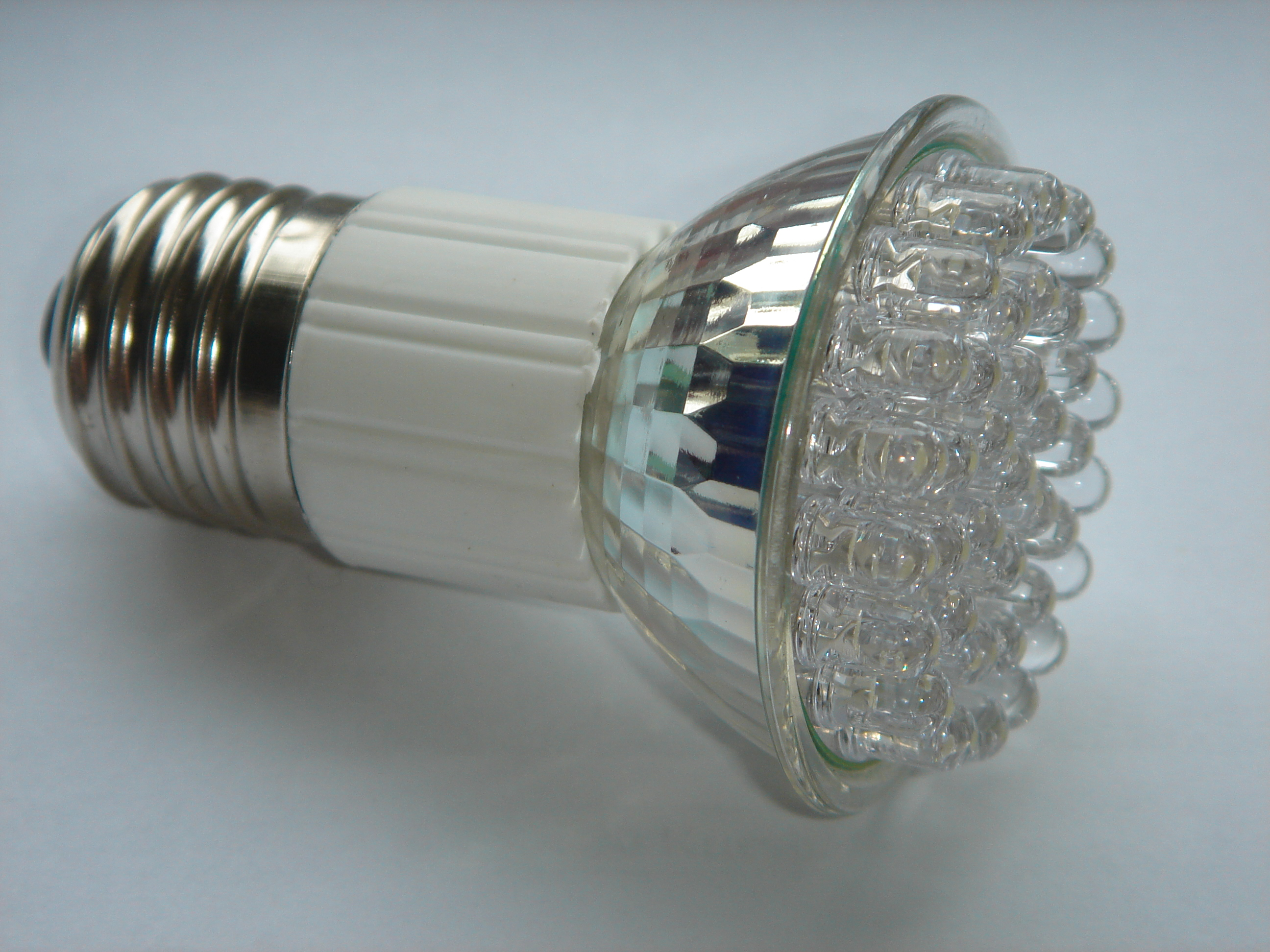
مصباح كهربي يجمع بين 38 من الصمامات الثنائية المضيئة.

رسم توضيحي لأجزاء الصمام الثنائي الباعث للضوء. مقاييسه 5 مليمتر.

له ميزات كثيرة يتفوق بها عن الوسائل المعتادة للإضاءة. فاستهلاكه للقدرة الكهربائية قليل، فيمكن تشغيله ببطاريات صغيرة، وعمره طويل، ويتحمل الصدمات، وصغير الحجم (فهو لا يزيد عن 5 مللي متر في مقاييسه). إلا أنه ما يزال باهظ الثمن نسبيا، كما أنه يحتاج إلى مصدر كهربائي ذو تيار ثابت وأنظمة لتشتيت الحرارة المنبعثة منه.
- توجد منه أنواع صغيرة تصدر الضوء في نطاق الأشعة تحت الحمراء وتستخدم في أجهزة التحكم عن بعد مثلما في التلفزيونات وأجهزة التسجيل دي في دي.
- تحسن أداء الصمامات الثنائية المضيئة في السنوات الأخيرة بحيث كثر استخدامها في السيارات، فبينما كان استخدامها في الماضي ينقصر فقط على استخدام اللمبات الصغيرة على لوحات مقصورة السيارة، ازدادت قدرتها بحيث تستخدم في مصابيح السيارة لإضاءة الطريق والإضاءة البعيدة، وذلك عن طريق تجميع عدد كبير منها في حزمة مع استخدام عدسات تركيز الضوء.
- ميزة الصمامات الثنائية المضيئة أنها تحول 20 % من الطاقة الكهربائية إلى ضوء بالمقارنة باللمبات العادية ذات فتيل سلكي فهي تحول 4% فقط من الكهرباء إلى ضوء والباقي يتشتت كحرارة.

## تطويره مستقبليا

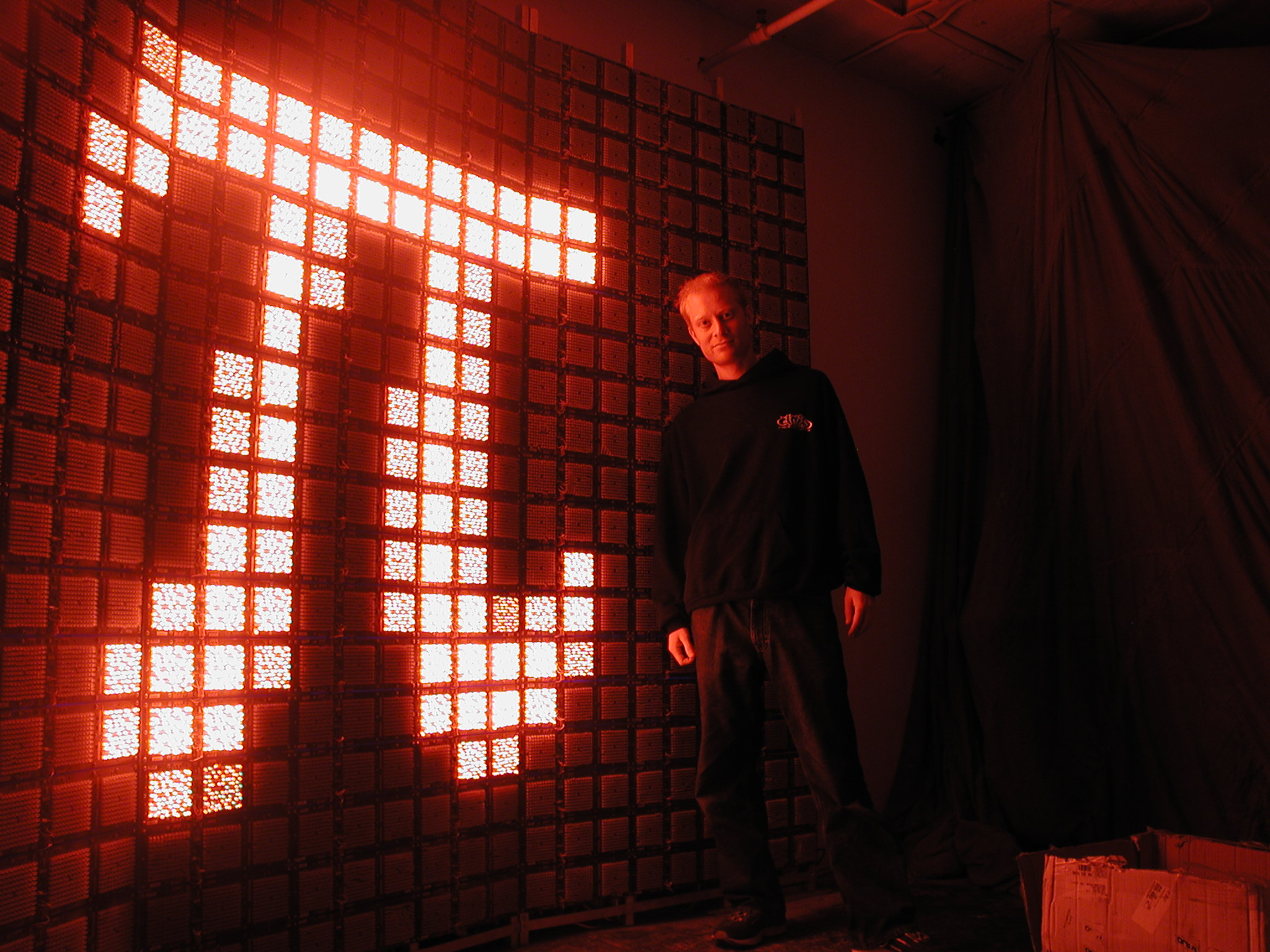
شاشة عرض مضيئة تعمل بثنائي باعث الضوء

كل تلك الميزات أفسحت المجال لاستخدامه في مجالات لا تستطيع وسائل الإضاءة التقليدية القيام بها، وعلى الأخص تلك التطبيقات القائمة على مصادر صغيرة للطاقة. كما تجرى بحوث بغرض توجيه الأشعة الصادرة مما يوفر مستقبلا جزء الإضاءة الضائع وخصوصا عند استخدامه في إضاءة الشوارع، فما ينبعث من الضوء إلى أعلى يعتبر ضائعا. وقد بدأت بعض الدول الأوروبية فعلا في استخدامه لإضاءة الشوارع. وعلى الرغم من ارتفاع ثمنه نسبيا فتجرى البحوث في تطويره ليقوم بوظائف خاصة بجانب الإضاءة، ومازال طريق تطويره مفتوحا.

## دائرة الثنائي باعث الضوء

مخطط لدائرة بسيطة تتضمن الصمام الباعث للضوء

توجد دوائر خاصة تستخدم لإضاءة الصمام الثنائي. وتتألف من عنصرين بجانبه موصولان في تسلسل؛ مصدر جهد، ومفتاح لفتح الدائرة (مؤديا لإظلام الثنائي) أو إغلاقها (مؤديا لإضاءة الثنائي). ويمكن توصيله بجهاز تحكم فيضيئ وينطفئ بطريقة دورية. تستخدم منه أعدادا كثيرة مختلفة الألوان في شاشات الإعلان.

## أنواعه

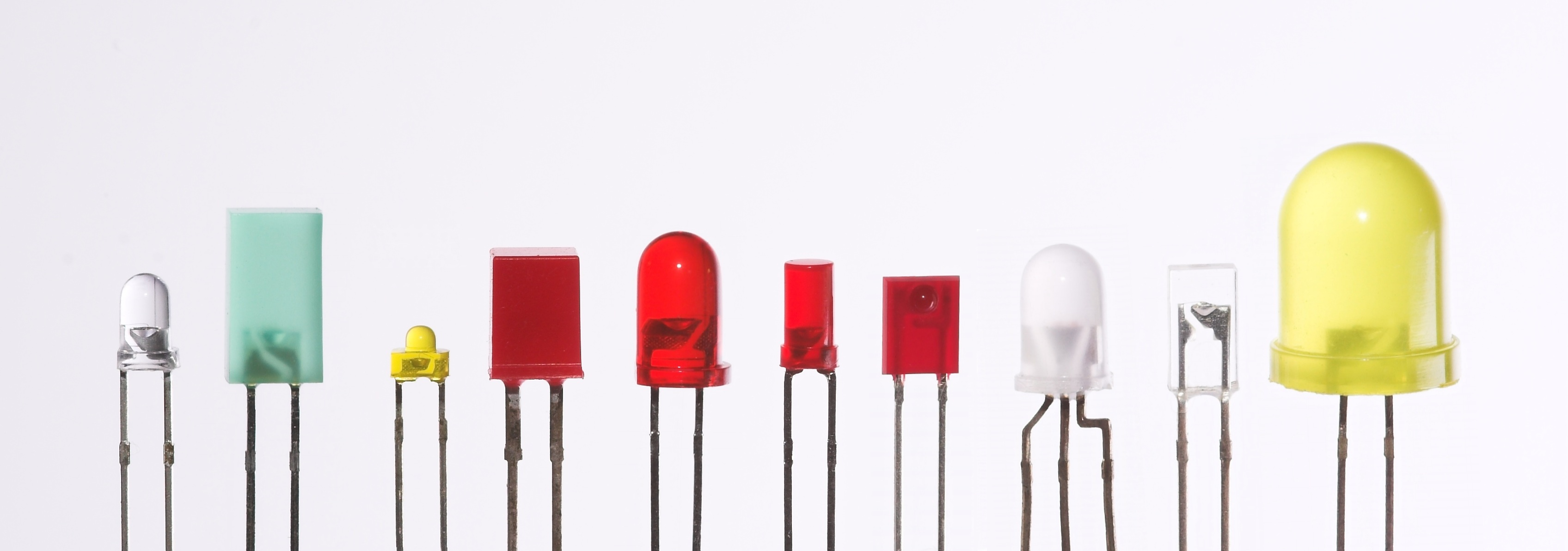
أنواع للصمام الثنائي الباعث للضوء، تصل مقاييس بعضها إلى 5 مليمتر

## صور لاستخداماته

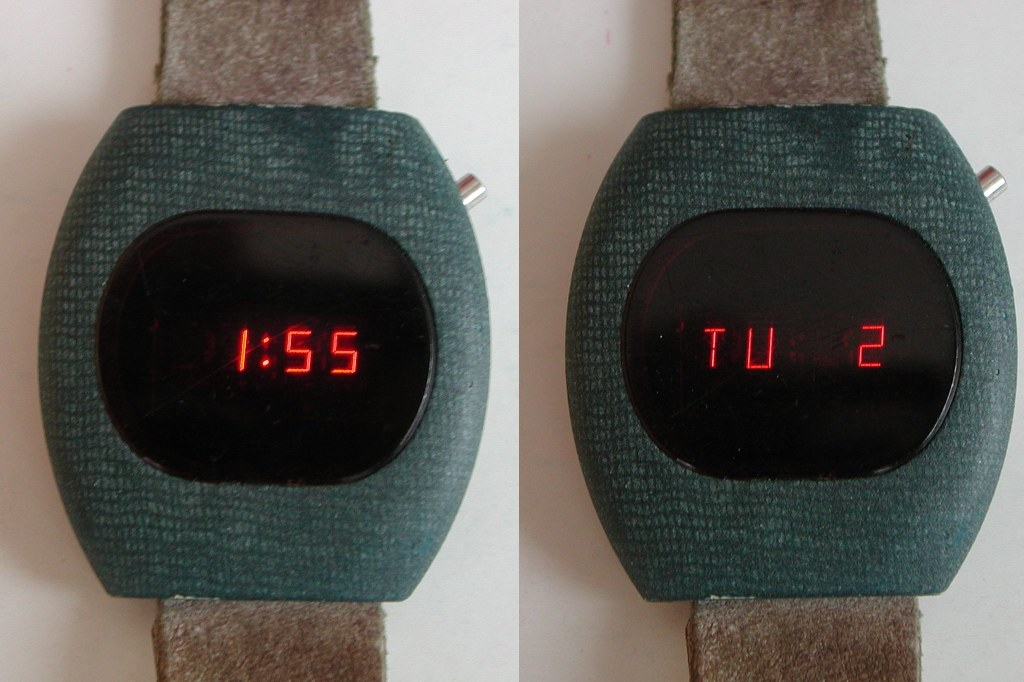
ساعتان رقميتان
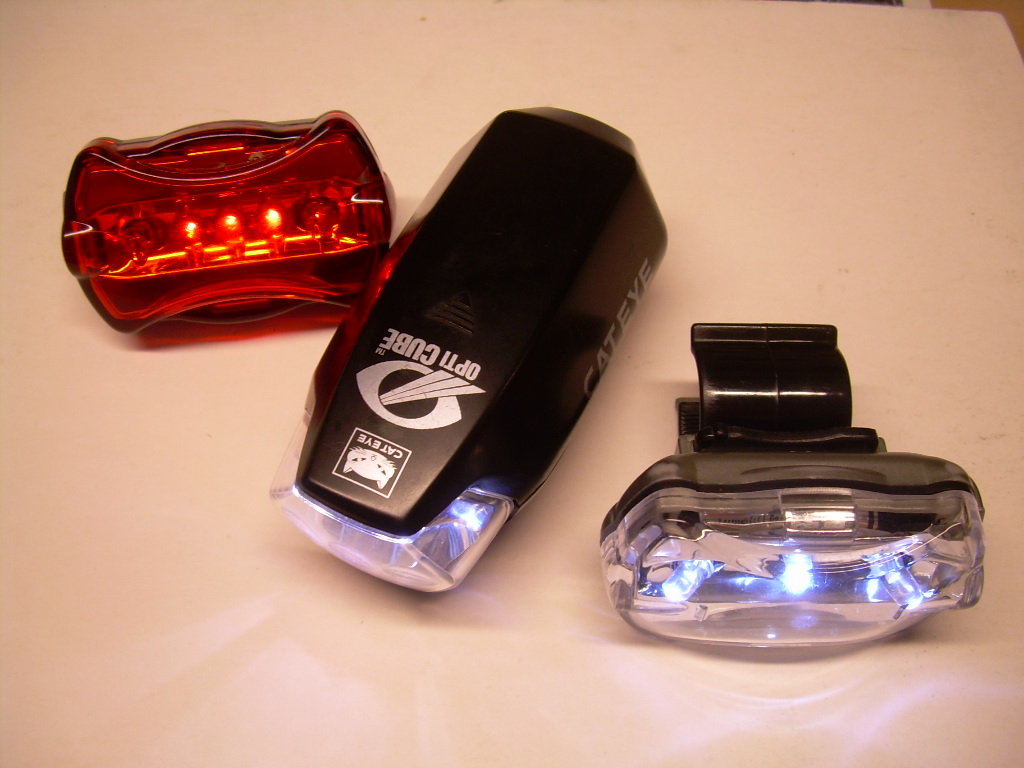
مصابيح الدراجات
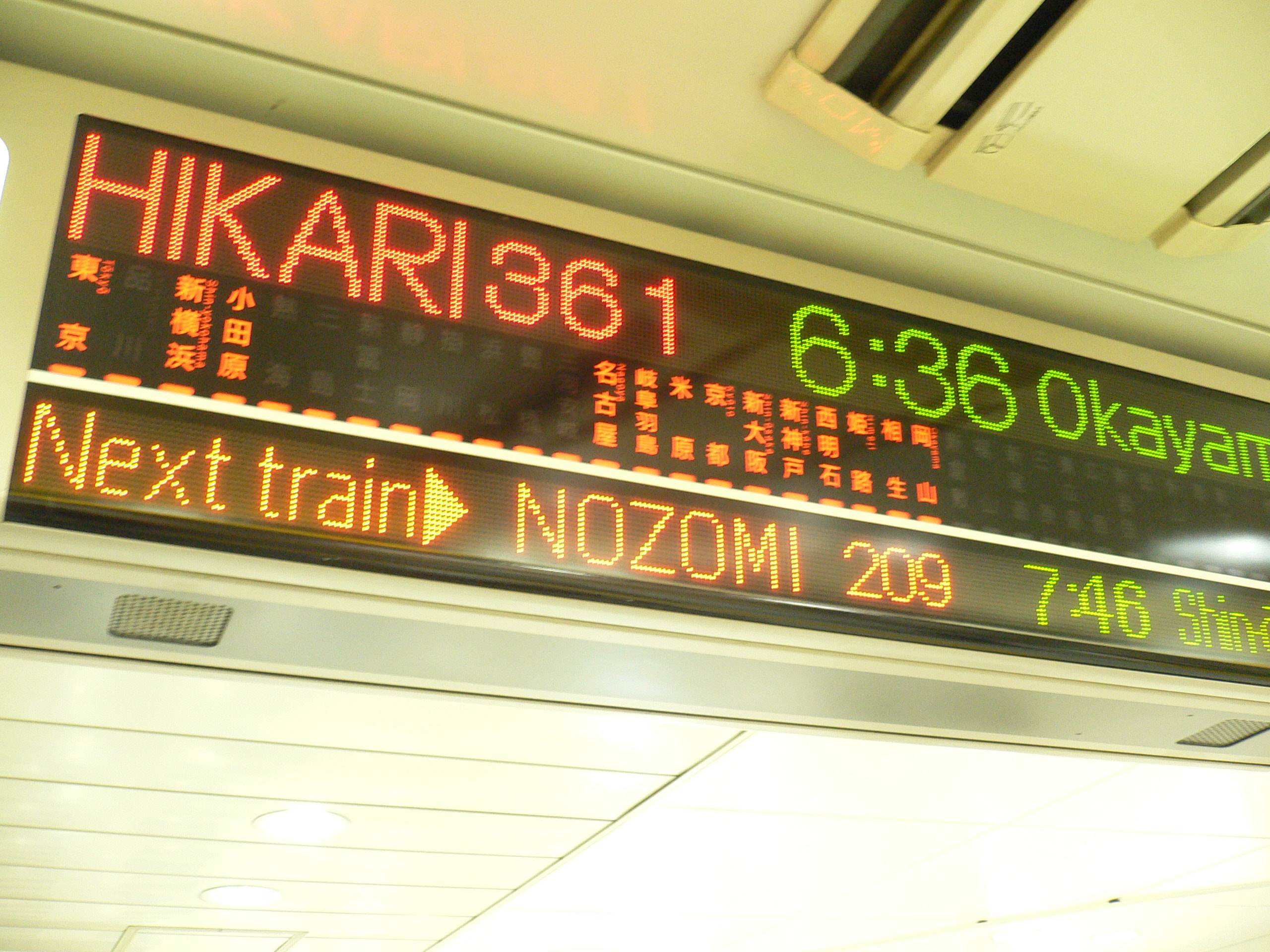
تعليمات في محطة قطار طوكيو
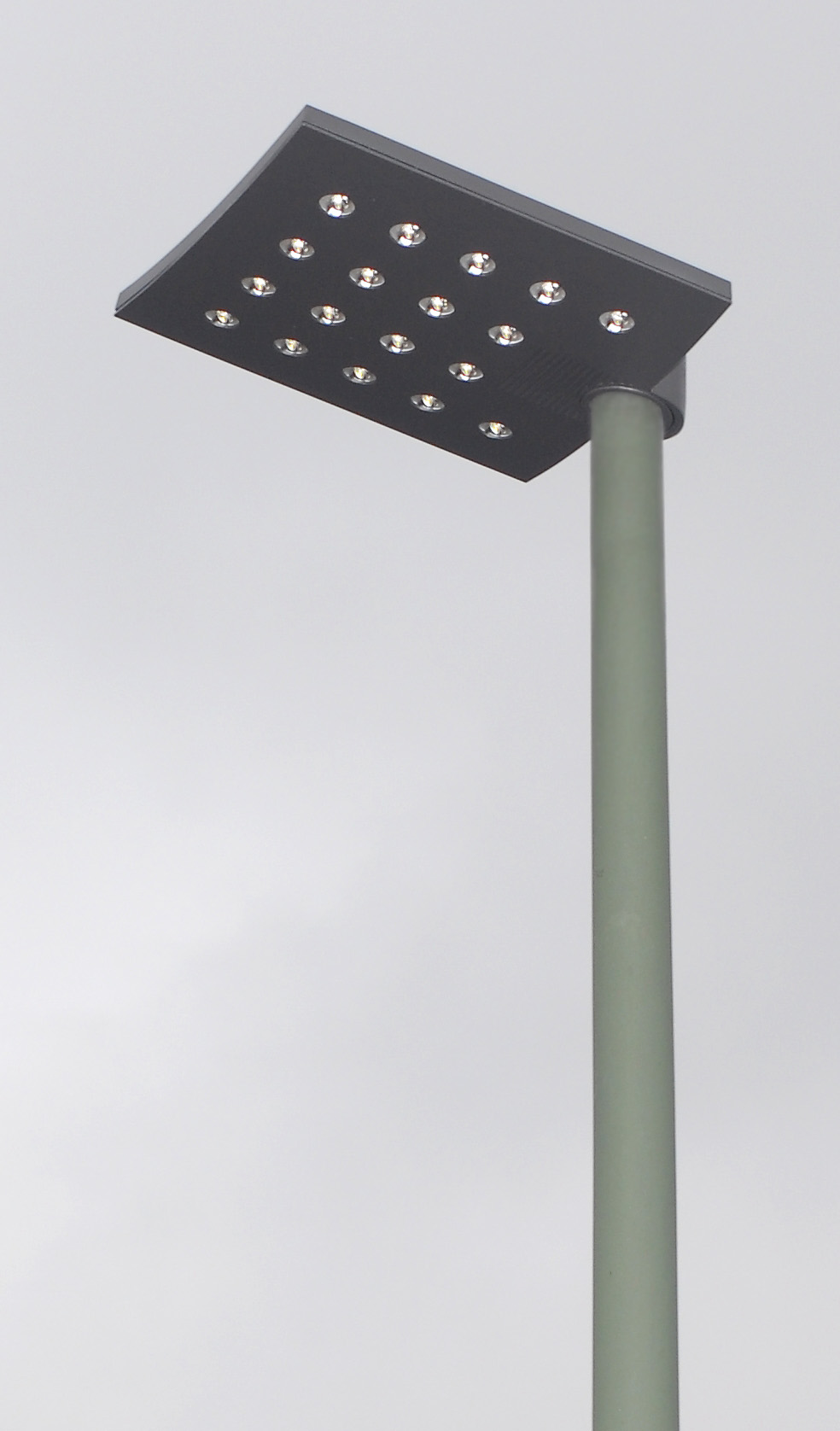
إضاءة الشوارع
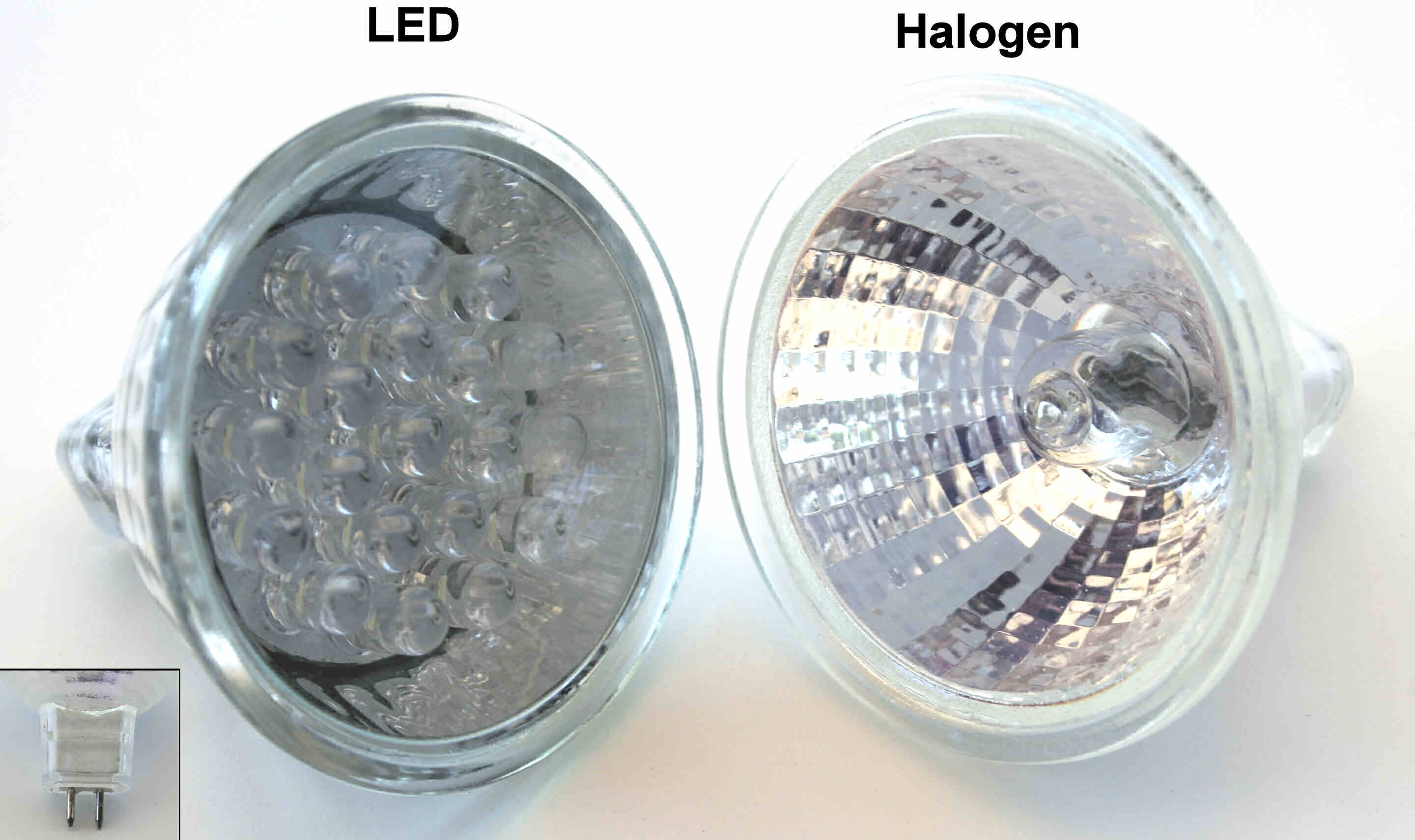
تشكيل المصباح الثنائي في هيئة لمبة هالوجين.
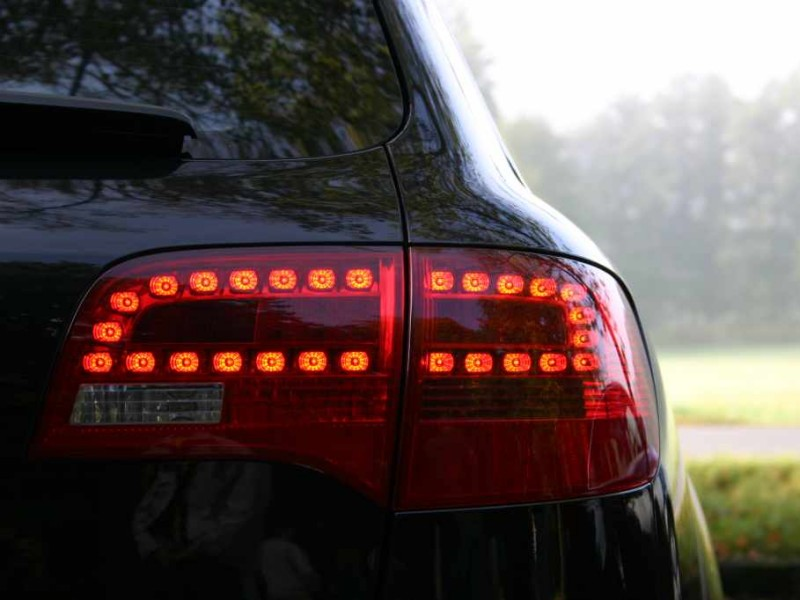
ضوء خلفية السيارة
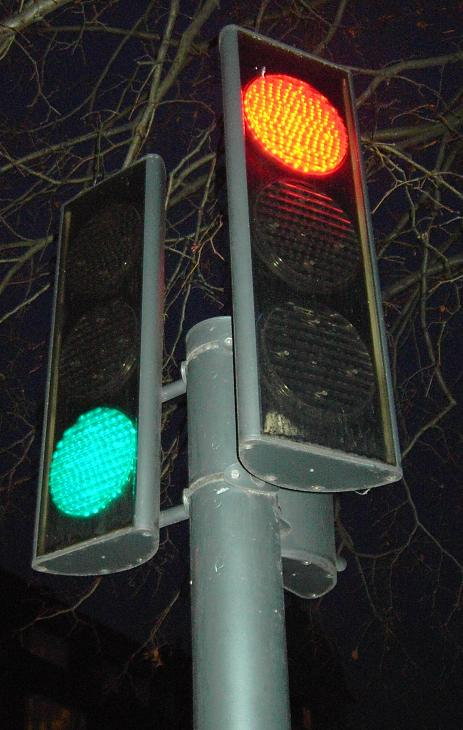
أشارة مرور
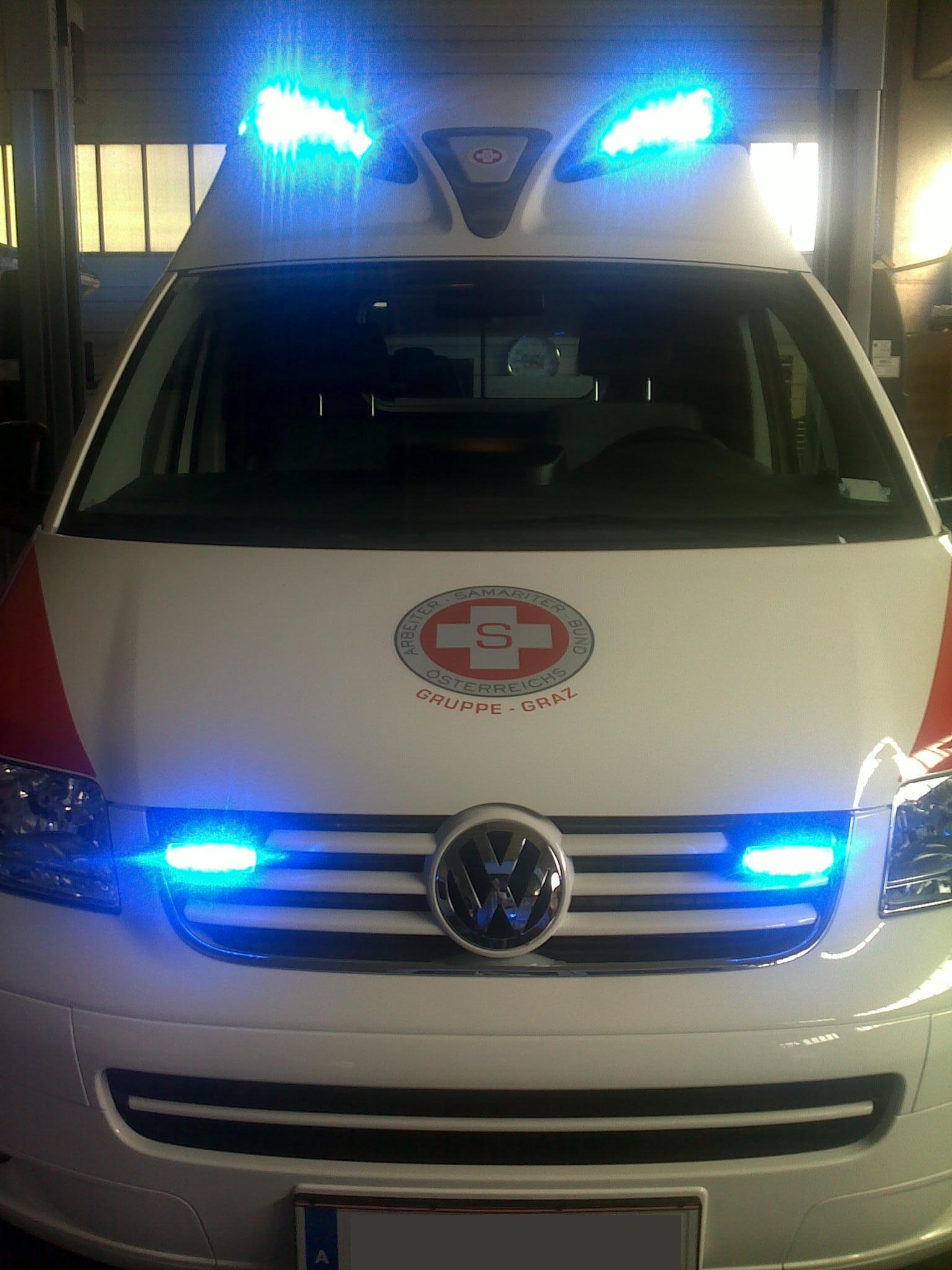
إضاءة سيارة الإسعاف
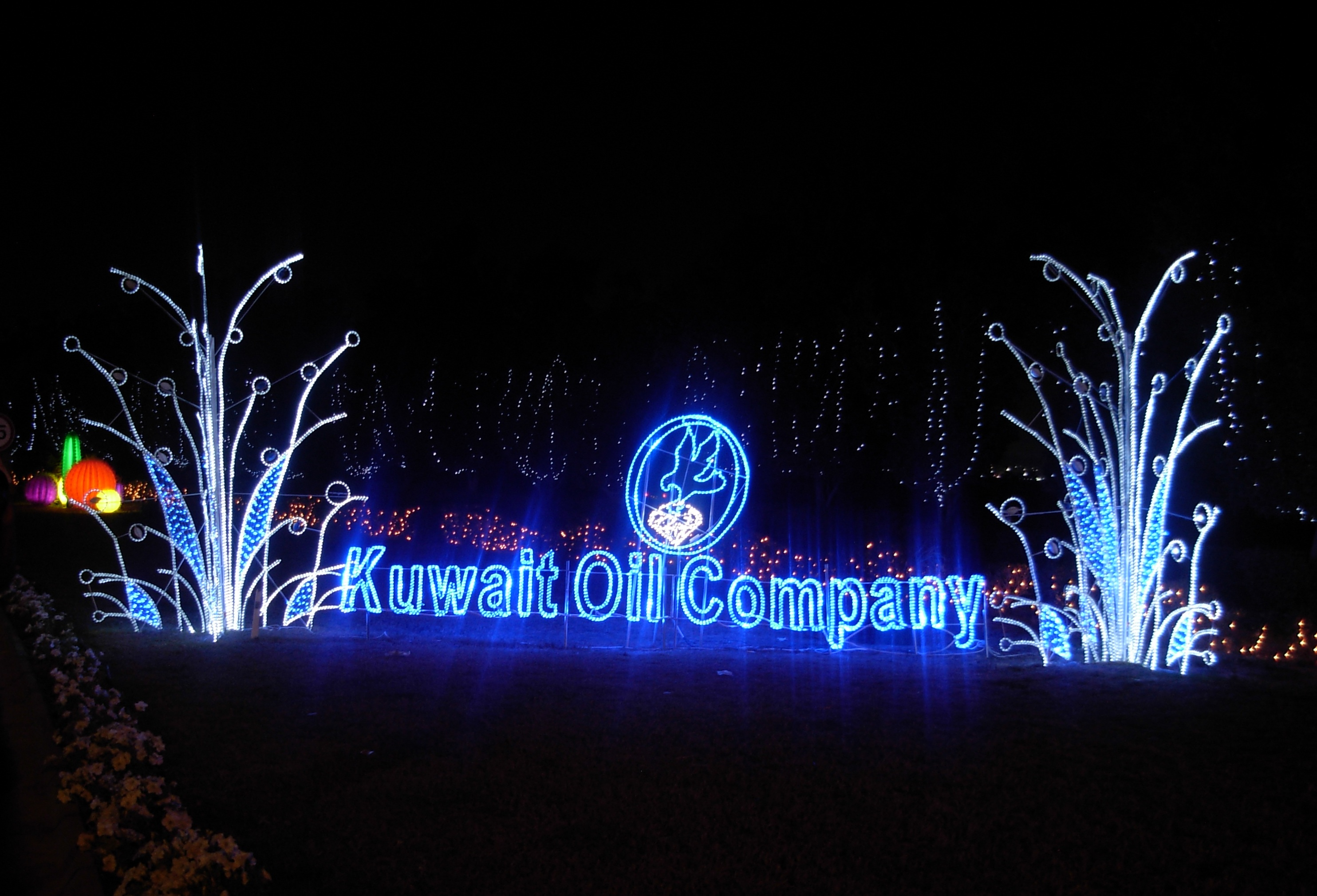

## مقارنة الاستهلاك
يتفوق الثنائي الباعث للضوء على المصباح العادي (مصباح متوهج) من وجهة ادخاره للكهرباء. فإذا رغبنا في شدة إضاءة قدرها 800 لومن مثلاً فإننا نحتاج مصباح «ثَبل» قدرته 12 واط، في حين لو استخدمنا لهذا الغرض مصباحاً تقليدياً (متوهجاً) لاحتجنا لمصباح يستهلك 75 واط.
في نفس الوقت يتفوق مصباح «ثَبل» على مصباح بخار الزئبق، ففي مثالنا أعلاه
يستهلك مصباح بخار الزئبق طاقة كهربية قدرها 16 واط.ويعتبر مصباح بخار الزئبق أيضا مصباحاً قليل الاستهلاك للطاقة.

## جدول قياس اتسهلاك التيار الكهربائي حسب لون الليدات[4]
| اللون  | If max | Vf   | Vf max | Vr max | Viewing angle | Wave length |
| ------ | ------ | ---- | ------ | ------ | ------------- | ----------- |
| Red    | 30mA   | 1,7V | 2,1V   | 5V     | 60°           | 660 nm      |
| Yellow | 30mA   | 2,1V | 2,5V   | 5V     | 60°           | 590 nm      |
| Green  | 25mA   | 2,2V | 2,5V   | 5V     | 60°           | 565 nm      |
| Blue   | 30mA   | 4,5V | 5,5V   | 5V     | 60°           | 430 nm      |

حيث ان :
IF max : التيار الأعظمي الأمامي المار في الثنائي .
VF typ : الجهد الأمامي النموذجي من اجل تشغيل الثنائي .
VF max : الجهد الأمامي الأعظمي الذي يمكن للثنائي أن يتحمله .
Luminous intensity : شدة السطوع للثنائي mcd = millicandela .
Viewing angle : زاوية انعكاس الرؤية للإضاءة .
Wavelength : طول موجة الضوء الصادر nm = nanometer .

## وصلات خارجية
- ثنائي باعث للضوء على مشروع الدليل المفتوح
- Educational video on LEDs على يوتيوب